# گورستان دلجو
قبرستان دلجو مربوط به سده‌های اولیه دوران‌های تاریخی پس از اسلام است و در شهرستان ایرانشهر، بخش مرکزی، دهستان نایگون، ۱۶ کیلومتری جنوب شرق اله آباد نایگون واقع شده و این اثر در تاریخ ۲۶ اسفند ۱۳۸۷ با شمارهٔ ثبت ۲۵۹۳۵ به‌عنوان یکی از آثار ملی ایران به ثبت رسیده است.